# Pournari-Stausee
Der Pournari-Stausee (griechisch Τεχνητή λίμνη Πουρναρίου Techniti limni Pournariou oder Καλαρίτικου Kalaritikou) ist ein Stausee des Arachthos in Griechenland.
Unmittelbar südlich der Ortschaft Trapezaki weitet sich der Arachthos stark auf und geht in den nördlichen Ausläufer des Pournari-Stausees über. Der Verlauf des Stausees folgt dem ehemaligen Flussverlauf des Arachthos und beschreibt einen leichten Bogen nach Westen. In der Mitte dieses Bogens mündet von Osten der Fluss Kalendini, dessen Zufluss von der Ortschaft Melates an ebenfalls zu einem Teil des Pournari-Stausees wird, so dass dieser aus der Luft betrachtet die Form eines „T“ erhält. Der Staudamm des Pournari-Sees befindet sich 4,5 km nordöstlich der Stadt Arta.
Dieser Staudamm wird auch als Pournari I bezeichnet; im weiteren Verlauf des Arachthos findet sich ein erheblich kleinerer Stausee, der Pournari II. Beide Stauseen bzw. Staudämme (Pournari I und II) werden zur Stromerzeugung und zur Gewinnung von Wasser zu Bewässerungszwecken in der Landwirtschaft in der Ebene von Arta genutzt.
Der Stausee Pournari I ist die größte wasserwirtschaftliche Nutzung des Arachthos. Er umfasst ein Volumen von 1840 Millionen Kubikmetern und bedeckt eine Fläche von etwa 20 Quadratkilometern. Das im Pournari-See aufgestaute Wasser des Arachthos wird für Bewässerungszwecke in der Landwirtschaft und zur Stromgewinnung eingesetzt. Das Wasser des Pournari-Sees bewässert 45 km² der Ebene von Arta.
Der Pournari-Staudamm ist 185 m hoch, 238 m lang und hat ein Bauvolumen von 1,5 Millionen Kubikmetern Schüttmaterial. Er wurde von 1981 bis 1998 gebaut. Er steht 4,5 km nördlich von Arta.
Das Wasserkraftwerk liefert mit drei Francis-Turbinen und Generatoren dreimal 103 MW elektrische Leistung. Zusätzlich gibt es zwei kleinere Turbinen von zweimal 15 MW, was zusammen 339 MW ergibt. Nach anderen Angaben sind es sechs Einheiten mit 333,6 MW.